# Geüs-d’Oloron
Geüs-d’Oloron ist eine französische Gemeinde mit 262 Einwohnern (Stand 1. Januar 2022) im Département Pyrénées-Atlantiques in der Region Nouvelle-Aquitaine (vor 2016: Aquitanien). Sie gehört zum Arrondissement Oloron-Sainte-Marie und zum Kanton Oloron-Sainte-Marie-1 (bis 2015: Kanton Oloron-Sainte-Marie-Ouest).
Der Name in der gascognischen Sprache lautet Gèus d’Auloron.

## Geographie
Geüs-d’Oloron liegt ca. 15 km nordwestlich von Oloron-Sainte-Marie im Tal von Josbaig in der historischen Provinz Béarn.
Umgeben wird der Ort von den Nachbargemeinden:
|        | Préchacq-Josbaig                            | Aren |
| Aren   | Kompassrose, die auf Nachbargemeinden zeigt |      |
| Barcus | Saint-Goin                                  |      |

Geüs-d’Oloron liegt im Einzugsgebiet des Flusses Adour.
Ein Nebenfluss des Gave d’Oloron, der Joos, durchströmt das Gemeindegebiet mit seinem Zufluss Ruisseau Espondics ebenso wie der Ruisseau l’Ibarle, Zufluss des Lausset.

## Geschichte
In der Nähe der Kirche wurde der Kopf einer Statue des Augustus gefunden, was eine Besiedelung bereits in der gallorömischen Zeit belegt. Geüs und Saint-Goin bildeten bei der Volkszählung des Béarn 1385 zusammen eine Gemeinde, bei der insgesamt 29 Haushalte gezählt wurden. Beide Dörfer gehörten zur Bailliage von Oloron.
Im 17. Jahrhundert machten die Bauern von Geüs einen einzigartigen Handel mit dem Grundherrn de Luxe. Für das Recht, ihre Tiere in einem Wald zu weiden, der in seinem Besitz war, übergaben sie ihm einen Teil ihrer Herde. 1724 war die Gemeinde eines der Zentren zur Herstellung von Bettwäsche und Strümpfen.
Toponyme und Erwähnungen von Geüs-d’Oloron waren:
- Yeus (1385, Volkszählung im Béarn),
- Jeus (1405, Notare von Navarrenx),
- Nostre-donne de Geus (1612, Veröffentlichungen des Bistums Oloron),
- Geus (1750, Karte von Cassini),
- Geus (1793, Notice Communale),
- Geus und Geüs (1801, Bulletin des lois) und
- Geus (1863, Dictionnaire topographique du département des Basses-Pyrénées).[4][5][6]

Seit 1956 trägt die Gemeinde den heutigen Namen Geüs-d’Oloron.

### Einwohnerentwicklung
Nach einem Höchststand der Einwohnerzahl in der Mitte des 19. Jahrhunderts mit rund 350 Einwohnern reduzierte sich die Zahl bei kurzen Erholungsphasen bis zu den 1950er Jahren um insgesamt über die Hälfte. Anschließend setzte eine Phase des Bevölkerungswachstums ein.
| Jahr      | 1962 | 1968 | 1975 | 1982 | 1990 | 1999 | 2006 | 2009 | 2022 |
| --------- | ---- | ---- | ---- | ---- | ---- | ---- | ---- | ---- | ---- |
| Einwohner | 178  | 194  | 196  | 201  | 201  | 199  | 204  | 203  | 262  |

## Sehenswürdigkeiten

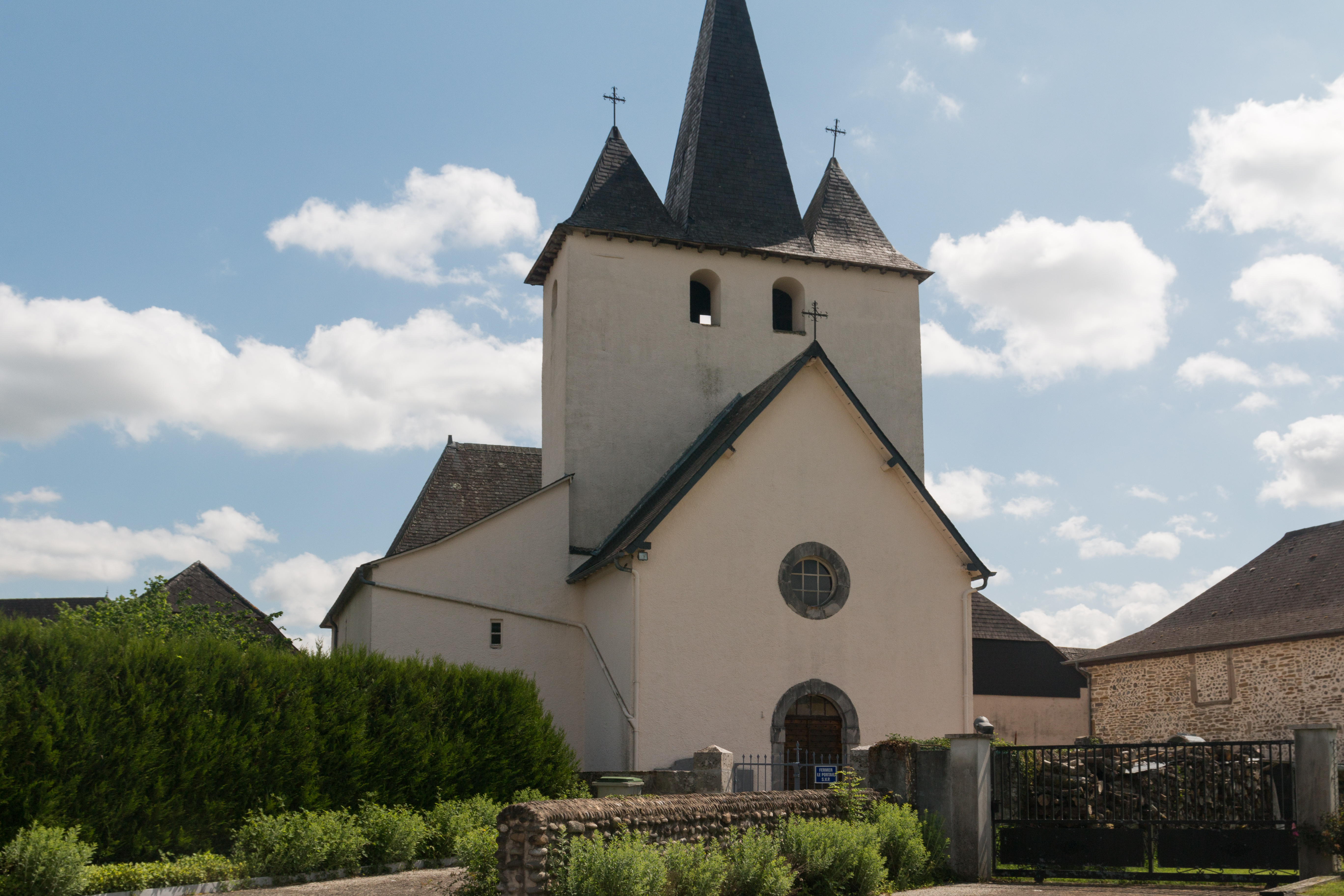
Pfarrkirche Notre-Dame von Geüs-d’Oloron

- Pfarrkirche, gewidmet Maria, der Mutter Jesu. Inmitten des Friedhofs gelegen, wurde die Pfarrkirche gegen Ende des 19. Jahrhunderts umfassend umgebaut. Von der ursprünglichen, im Hochmittelalter erbauten Kirche ist die romanische Apsis erhalten geblieben. 1855 wurde der Glockenturm nach Plänen des Architekten Bernard Montaut aus Oloron errichtet, jedoch bereits von 1883 bis 1885 nach Plänen des Architekten Bourdette aus Orthez neu gebaut, da er einzustürzen drohte. Von der Kirchenausstattung sind hervorzuheben ein Altaraufsatz aus dem 18. Jahrhundert mit einem Gemälde des Malers Jérôme Ribère, das Mariä Aufnahme in den Himmel darstellt, ein Tabernakel aus dem 17. Jahrhundert mit einem Ziborium auf jeder seiner drei Seiten und ein Sitz mit einer hohen Rückenlehne. Außerdem besitzt die Kirche einen zweiten Altaraufsatz, der aus einem früheren Konvent stammt und den Tisch des Altars stützt.[9][10]

- Wassermühle von Geüs-d’Oloron. Sie datiert aus dem 16. Jahrhundert und ist eine der ältesten Mühlen der Region. An einer Ableitung des Joos gelegen, mussten alle Dorfbewohner ihr Korn in der Mühle mahlen, die sich im Besitz der Grundherrn befand. Der Legende nach gab es einen geheimen unterirdischen Gang zwischen Mühle und Kirche.[11]

## Wirtschaft und Infrastruktur

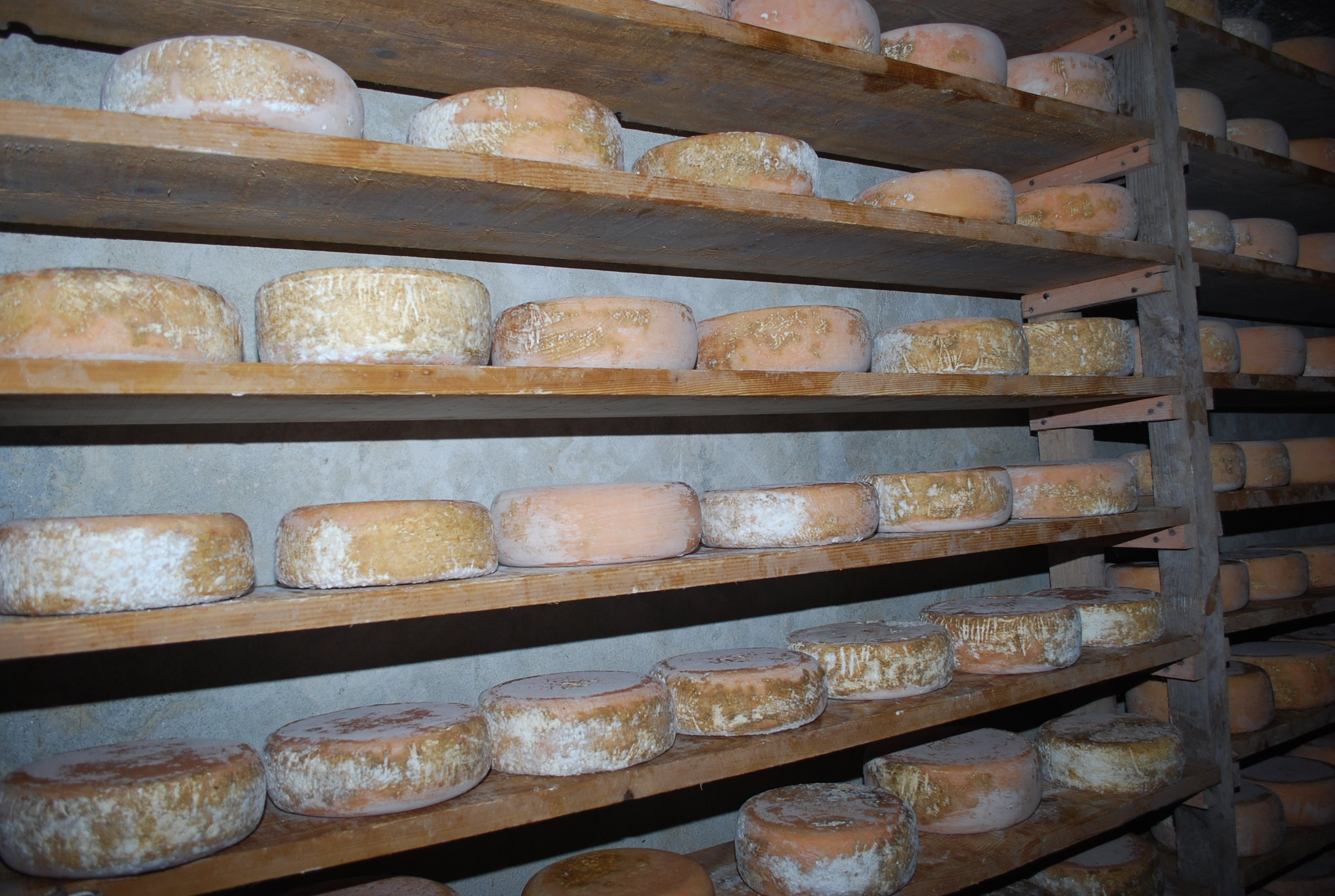
Ossau-Iraty

Die Landwirtschaft ist ein wichtiger Wirtschaftsfaktor der Gemeinde. Geüs-d’Oloron liegt in den Zonen AOC des Ossau-Iraty, eines traditionell hergestellten Schnittkäses aus Schafmilch, sowie der Schweinerasse und des Schinkens „Kintoa“.

### Verkehr
Geüs-d’Oloron wird durchquert von den Routes départementales 836 und 936 (ehemalige Route nationale 636) und ist über eine Linie des Busnetzes Transports 64 mit anderen Gemeinden des Départements verbunden.